# 拟角蟾属
拟角蟾属（学名：Ophryophryne），是无尾目角蟾科角蟾亚科的一个属，分布于中国云南、广西、广东和越南、老挝、柬埔寨等地。本属曾长期被视为角蟾属（Megophrys）的一个亚属。

## 属征
身体小或中等，雄性平均体长（SVL）<50mm，体型细长；头部不扩大和凹陷；吻短，圆形或平截，无吻突；无上颌齿，无犁骨齿；上眼睑无突起，眼睑外缘具有单个大或小的角状疣粒；颞区短；鼓膜中等大小，相对靠近后眼角；颞褶厚，在鼓膜上稍弯曲；头后无横向褶；背中央具“X”、“Y”、“V”或“H”形肤褶；不连续背侧褶有或无；下颚上无齿；繁殖期雄性具婚垫/刺。

## 物种
截止2023年5月，Amphibian Species of the World（ASW）收录本属7种：
- 精靈山蟾蜍 Ophryophryne elfina (Poyarkov, Duong, Orlov, Gogoleva, Vassilieva, Nguyen, Nguyen, Nguyen, Che, and Mahony, 2017)[3]
- 格氏拟角蟾 Ophryophryne gerti (Ohler, 2003)
- 汉氏拟角蟾 Ophryphryne hansi (Ohler, 2003)
- 小口拟角蟾 Ophryophryne microstoma Boulenger, 1903
- 突肛拟角蟾 Ophryophryne pachyproctus Kou, 1985
- Ophryophryne poilani Bourret, 1937
- Ophryophryne synoria Stuart, Sok, and Neang, 2006